# Olexandr Jotsianivsky
Olexandr Iosypovych Jotsianivsky –en ucraniano, Олександр Йосипович Хоцянівський– (Donetsk, 20 de julio de 1990) es un deportista ucraniano que compite en lucha libre.
Ganó una medalla de bronce en el Campeonato Mundial de Lucha de 2019 y tres medallas de bronce en el Campeonato Europeo de Lucha entre los años 2014 y 2021. En los Juegos Europeos de Minsk 2019 obtuvo una medalla de bronce en la categoría de 125 kg.

## Palmarés internacional
| Campeonato Mundial | Campeonato Mundial     | Campeonato Mundial | Campeonato Mundial |
| Año                | Lugar                  | Medalla            | Categoría          |
| ------------------ | ---------------------- | ------------------ | ------------------ |
| 2019               | Nursultán (Kazajistán) | Medalla de bronce  | 125 kg             |
| Juegos Europeos    |                        |                    |                    |
| Año                | Lugar                  | Medalla            | Categoría          |
| 2019               | Minsk (Bielorrusia)    | Medalla de bronce  | 125 kg             |
| Campeonato Europeo |                        |                    |                    |
| Año                | Lugar                  | Medalla            | Categoría          |
| 2014               | Vantaa (Finlandia)     | Medalla de bronce  | 125 kg             |
| 2019               | Bucarest (Rumania)     | Medalla de bronce  | 125 kg             |
| 2021               | Varsovia (Polonia)     | Medalla de bronce  | 125 kg             |